# Ингрид Ильва
Ингрид Ильва Сунесдоттер (швед. Ingrid Ylva Sunesdotter; 1180-е — 26 октября 1252; Ylva — букв. «волчица») — шведская дворянка, жена Магнуса Миннелшельда и мать регента Биргера. Точные годы её рождения и смерти неизвестны; традиционно дата смерти указывается как 26 октября 1252 года; также считается, что это была дата её похорон и что она в действительности умерла в 1251 году.

## Биография

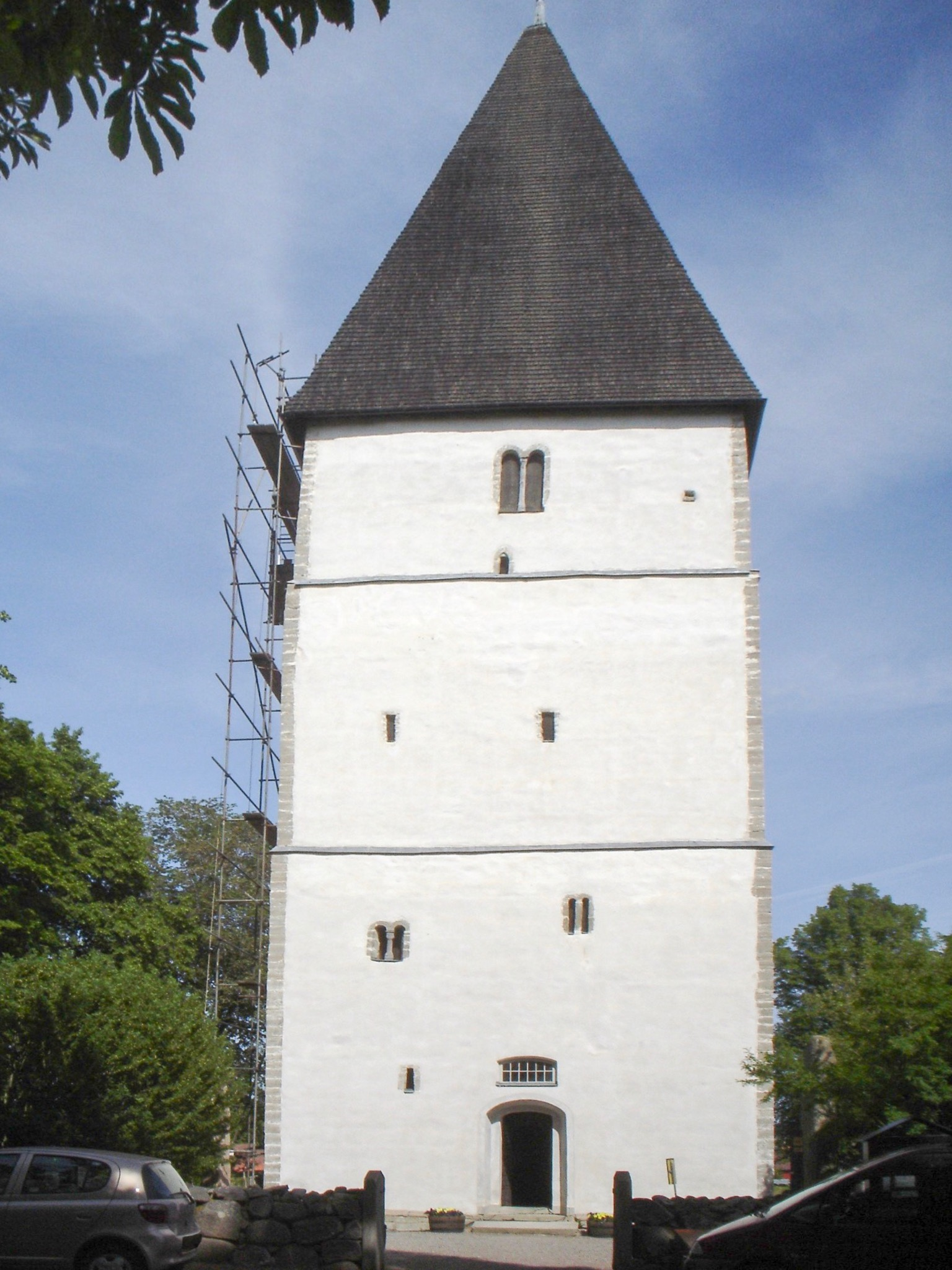
Церковная башня Ингрид Ильвы в Бьельбу

Согласно Олаусу Петри она была дочерью Суне Сика. Она была замужем за Магнусом Миннелшельдом из дома Бьельбу, возможно была его второй женой. Несколько его сыновей, рождённых или воспитанных Ингрид Ильвой, занимали руководящие должности: Эскиль стал законоговорителем в Вестергётланде, Карл и Бенгт оба стали епископами Линчёпинга, а Биргер стал ярлом Швеции (его сын позже был избран королём).
Овдовев, примерно в 1208—1210 годах, она вероятно управляла своими владениями в Бьельбу как глава семьи, поскольку её сыновья были ещё несовершеннолетними. Она посещала Церковную башню, которая была её любимым местом; однажды подарила церкви колокол. Считается, что она часто жила в этой башне в опасные времена. В 1234 году её сын Биргер женился на шведской принцессе Ингеборг Эриксдоттер, а в 1250 году он стал регентом и отцом короля. Остается неясным, была ли Ингрид Ильва на этот момент ещё жива, хотя считается, что была. По всей видимости она не играла никакой важной роли при королевском дворе и, вероятно, предпочитала остаться в своих владениях. В одних источниках утверждается, что она вышла замуж за неназванного мужчину, от которого у неё родился сын Элоф Вингад Пил, в то время в других источниках говорится, что она больше не вступала в брак.

## Ингрид Ильва в легендах
В легендах, и, возможно, на протяжении жизни, Ингрид Ильва известна как так Белая Ведьма. По легенде она владела магией, которую использовала во благо и ради своей семьи. Существует много историй о её магических способностях. Одна легенда гласит, что однажды, когда Бьельбу подвергся неожиданному нападению со стороны врагов семьи, Ингрид Ильва забралась на вершину церковной башни, и там разорвала подушку, разлетевшиеся перья из которой рассыпались по земле и превратились в рыцарей в доспехах. Эти волшебные истории не были наветами; в XIII веке ведьмы не преследовались, магия не была противозаконной, а способность применять магию считалась великим и достойным восхищения навыком. Было чёткое разделение между белой и чёрной магией, и даже чёрная магия ещё не была связана с дьяволом или наказывалась смертью, как это станет позже. Её имя было широко известно задолго до того, как её сын стал регентом, и её предполагаемое магическое мастерство вызывало восхищение у людей.
Её уважали и ценили за способность предсказывать будущее. В легендах говорится, что на смертном одре она предсказывала, что её род будет сидеть на шведском троне, пока её голова находится высоко. По преданию, из-за этого предсказания её сын, регент, похоронил мать в вертикальном положении в башне, с которой у неё было много связано.